# Kunsia
Kunsia là một chi động vật có vú trong họ Cricetidae, bộ Gặm nhấm. Chi này được Hershkovitz miêu tả năm 1966. Loài điển hình của chi này là Mus tomentosus Lichtenstein, 1830.

## Các loài
Chi này gồm các loài: